# Жиланды (озеро, Казахстан)
Жиланды (каз. Жыланды) — озеро в Узункольском районе Костанайской области Казахстана. Находится в 8 км к востоку от села Фёдоровка.
По данным топографической съёмки 1944 года, площадь поверхности озера составляет 2,9 км². Наибольшая длина озера — 2,9 км, наибольшая ширина — 1,5 км. Длина береговой линии составляет 7,6 км, развитие береговой линии — 1,25. Озеро расположено на высоте 154,2 м над уровнем моря.